# Gentleman's Journal

Le Gentleman's Journal est un journal mensuel anglophone fondé en 1692 à Londres par Pierre-Antoine Motteux.

Pierre-Antoine Motteux était un huguenot, réfugié en Angleterre en 1685 (juste avant la révocation de l’Édit de Nantes) chez son parrain Paul Dominique Motteux.

## Histoire
Rédacteur en chef du journal, Pierre-Antoine Motteux avait une expérience de traducteur, pour avoir travaillé sur les œuvres de Rabelais. Il avait trouvé dans son journal mensuel, qui fut distribué pendant près de trois ans, un équilibre entre articles consacrées à la poésie, aux informations et aux commentaires sur l'actualité.  Sa devise "Proedesse et delectare" sera reprise par son quasi-homonyme, The Gentleman's Magazine, fondé en 1731.
Le journal célèbre en particulier son admiration pour Shakespeare en 1693. Le journal est le premier à séduire une clientèle féminine, en mettant l'accent sur le contenu littéraire, base de conversations, une méthode qui sera reprise plus tard par le Spectator et le Female Spexctator.
Son rédacteur en chef était par ailleurs gérant d'un magasin de marchandises des Indes et acquit une fortune considérable par d’heureuses spéculations.